# Litoria vocivincens
Litoria vocivincens es una especie de anfibio anuro de la familia Pelodryadidae.

## Distribución geográfica
Esta especie es endémica de Papúa Nueva Guinea. Habita hasta los 1000 m de altitud en las llanuras costeras del estuario de Purari en Milne Bay.

## Publicación original
- Menzies, 1972 : Papuan Tree Frogs of the Litoria nigropunctata Group. Herpetologica, vol. 28, n.º 4, p. 291-300.[5]